# Turbinella fusus
Turbinella fusus is een slakkensoort uit de familie van de Turbinellidae. De wetenschappelijke naam van de soort is voor het eerst geldig gepubliceerd in 1825 door Sowerby.